# 卡諾拉多 (堪薩斯州)
卡諾拉多（英語：Kanorado）是一個位於美國堪薩斯州謝爾曼縣的城市。

## 地方資料
根據2020年美國人口普查的數據，卡諾拉多的面積為0.68平方千米，當中陸地面積為0.68平方千米，而水域面積為0.00平方千米。當地共有人口153人，而人口密度為每平方千米225人。